# Gassen Mure
Die Gassen Mure, auch Hennlahner, ist ein Bach in der Gemeinde St. Veit in Defereggen (Bezirk Lienz).
Die Gassen Mure ist ein rund 600 Meter langer Bach. Sie entspringt nordwestlich der Rotte Gassen, durchfließt den bewaldeten Abhang des sonnseitigen Defereggentals und mündet gegenüber von Schnall bzw. zwischen Feld und Mentlerboden von links in die Schwarzach. Die Gassen Mure liegt zwischen dem Einzugsgebiet des Loitenbachs im Westen und des Eisbachs im Osten.